# Офсетний друк

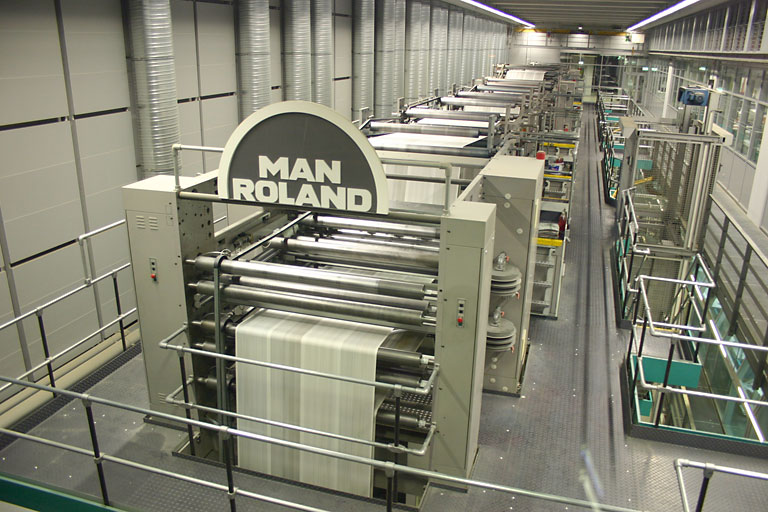
MAN Roland press

Офсе́тний дру́к — (від англ. off-set — без контакту з друкарською формою) — технологія друку, за якої фарба з друкарської форми переноситься на сприймаючу поверхню (матеріал, що задруковується) не напряму, а за допомогою проміжної еластичної поверхні, фактично — через проміжний, офсетний циліндр. Відповідно, на відміну від інших способів друку, зображення на друкарській формі — не дзеркальне, а пряме.
Офсетний друк — поширений вид виробництва друкованої продукції. Ним можна виготовляти акцидентну продукцію (бірки, бланки для нагородження, буклети, візитки, листівки, меню та сети, плакати, флаєри, генґери), різну споживчу продукцію (блокноти, паперові пакети, воблери, конверти, наліпки, папки, стікери та блоки для записів, цінники, шелфтокери), рекламно-комерційну поліграфію (календарі, поштівки), багатосторінкову продукцію (брошури, журнали, каталоги, книги), опакування та навіть пластикові картки, із застосуванням офсетного друку без зволоження (т. зв. «сухий» офсет).
Високий рівень автоматизації дозволяє виконати навіть найскладніші поліграфічні роботи у короткі терміни, зберігаючи при цьому рівень якості офсетного друку. Офсет застосовують для друкування і на грубих сортах паперу, пластику, жерсті. М'яка гума краще прилягає до паперу і краще передає фарбу, якісніше відтворює зображення.

## Принципи класифікації офсетного друку
За типом носіїв, що задруковуються, виділяють листовий і рулонний офсетний друк.
Листовий офсетний друк — це друк на листовій офсетній друкарській машині з використанням окремих аркушів паперу.
Рулонний друк здійснюється на папері, який подається в друкарську машину з рулонів. Після нанесення фарби на папір рулони нарізаються на листи потрібного розміру, які одразу ж фальцюються.
Рулонний офсетний друк буває з сушаркою та без неї (технології heat-set і cold-set). Технологія cold-set застосовується переважно для друку на газетних і деяких різновидах офсетного паперу, тобто на матеріалах, які добре всотують фарбу. Технологія heat-set використовується для друку на матеріалах із невисоким ступенем поглинання, наприклад, папері з легким шаром крейдування для друку глянсових журналів.
Залежно від формату листового друку виділяють малоформатний, напівформатний та повноформатний листовий друк, окремий клас офсетних друкарських машин становить обладнання форматом від 72×112 до 110×160 мм і вище — наприклад, машина KBA Rapida 162 має формат 1120×1620 мм, є подібне обладнання в програмах Heidelberg, Komori та інших виробників.
Офсетні машини половинного формату використовуються переважно в комерційному секторі друку для виготовлення фірмових бланків, буклетів, бланків та етикеток, акцидентної продукції.
На повноформатних офсетних машинах друкують більш широкий спектр продукції, в тому числі — періодичні друковані видання, каталоги, картонну упаковку, книги, збірні тиражі комерційної продукції.

## Історія
Свою назву офсетний друк отримав від англійського слова offset (передавати з чогось або від англ. set off — урівноважувати, відтіняти). «Офсетним» називали проміжний гумовий циліндр, що в друкарській машині й передавав (переносив) зображення з форми на папір.
Таку назву для нового на той час способу друку першим запропонував американський винахідник Айра Рубел на початку XX сторіччя. У Європі термін почали використовувати з 1924 р., а до цього, напр., у Німеччині новий спосіб друку називали нім. Indirekter Druck (непрямий друк) або ж нім. Abklatschdruck (букв. друк із копіюванням).
Створенню офсетного друку передувало винайдення різних технік нанесення зображення на задруковуваний матеріал: літографії, декалькоманії, ротаційного принципу друку, «жерстєдрукарського» принципу, використання різних видів еластичних матеріалів для передачі зображення з форми на папір та інші матеріали.
Вперше застосували цей метод у 1878 році для друкування на бляшаних консервних банках. У 1870 рр. було запатентовано декілька жерстєдрукарських машин, які спочатку були плоскодрукарськими. Як друкарська форма у них використовувався літографський камінь. Сформоване на ньому зображення перетискувалося на циліндр, обтягнутий еластичним полотнищем, а з нього — на плоску металеву поверхню.
Інші важливі події для становлення офсетного способу друку:
У 1880 р. — Ж. М. Вуарен уперше застосував гумовий циліндр для передачі фарбового зображення з літографського каменя на папір та отримав відбитки задовільної якості на грубих ґатунках паперу.
У 1903 р. — німецький винахідник К. Герман вперше сформулював ідею офсетного друку в патенті на «літографську ротаційну машину для непрямого гумового друку».
Саме Каспара Германа вважають в Німеччині винахідником офсетного друку.
У 1903 р. — американець А. Рубел обтягнув обертовий циліндр м'якою гумою, підвищивши у такий спосіб якість і чіткість друку.
У 1905 р. — А. Рубел створив листову друкарську машину з перенесенням зображення з друкарської форми спочатку на проміжний офсетний циліндр, а згодом — вже на папір.
З часом передачу зображення при друкуванні через офсетне полотно, яке замінило гумовий циліндр, стали застосовувати у високому і глибокому друці, де з'явилися нові різновидності: друкоофсет та непрямий глибокий друк.
1912 р. — А. Рубел продемонстрував першу у світі рулонну офсетну друкарську машину «Universal», виготовлену на машинобудівному підприємстві «Potter Printing Press Company» (Плайнфельд, США). Це була плоскодрукарська машина, де як форма використовувалися цинкові пластини, зображення з яких перетискувалося на циліндр, обтягнутий гумовим полотном, а з нього на папір.
1923 р. — початок визнання малоформатних офсетних машин, перша така машина була випущена берлінською фірмою «Rotaprint». Назва стала загальною, і такі машини випускали більш ніж у десяти країнах світу.
1926 р. — вперше офсетом було надруковано цілу книгу «Літографія і офсетний друк» Отто Крюгера (суперобкладинка, палітурка, форзац, текст, 146 ілюстрацій в одну фарбу, 21 повноколірна таблиця).
1930 р. — з'явилася чотириколірна офсетна друкарська машина.
1960—1970 рр. — поступово всі провідні німецькі виробники почали випускати рулонні офсетні машини: Roland Offsetmaschinenfabrik Faber und Scheileicher AG (з 1965 р.), Maschinenfabrik Augsburg-Nürnberg (MAN) — з 1969 р.; Heidelberger Druckmaschinen AG (з 1982 р.).
Початок 1970 рр. — поширення набули офсетні машини для двобічного друку, які випускалися компаніями Heidelberger Druckmaschinen AG (з 1975 р.), Man-Roland AG (з 1973 р.), Koenig und Bauer AG (з 1970 р.) і декількома іншими.
1980—1990 рр. — рулонний офсетний друк починає широко застосовуватися для виготовлення пакувально-рекламної та бланково-акцидентної продукції. Друкарські машини в цьому випадку зазвичай агрегатуються з різними обробними пристроями для фальцювання, перфорування, гумування, лакування продукції.
У 1995 р. компанія Indigo, придбана Hewlett Packard, об'єднала електрографію й офсетний принцип перенесення зображення (т. зв. електрографія через другий перенос — через офсетне полотнище). Отже, офсетний принцип перенесення зображення знайшов застосування у цифровому друці.

## Офсетний друк зі зволоженням та без зволоження
За традиційного офсетного друку фарба потрапляє на папір, проходячи щонайменше два вали — формний та офсетний. Друкарська форма найчастіше являє собою пластину з металу, вкриту світлочутливим шаром.
Друкувальні та проміжні елементи на поверхні пластин утворюються шляхом створення плівок, різних за молекулярно-поверхневими властивостями, які стабільно сприймають вологу або фарбу.
Після експонування та проявлення засвічені частини форми починають притягувати воду і відштовхувати будь-яку маслянисту субстанцію, зокрема фарбу. Такі частини форми називаються гідрофільними. Незасвічені частини форм, навпаки, починають відштовхувати воду та притягувати фарбу. Вони називаються гідрофобними. Таким чином, фарба потрапляє виключно на гідрофобні частини форми, формуючи зображення.
Також у процесі друку беруть участь системи зволожувальних валиків, які омивають форму водою, після чого система валиків з фарбою знову наносить фарбу на гідрофобні частини. Малюнок або текст переносяться з форми на офсетний вал, а далі на матеріал, що задруковується. Це знижує зношування форми та підвищує рівномірність нанесення фарби.
Крім традиційного офсетного друку відомий ще й офсетний друк без зволоження, в якому замість зволожувального розчину використовують силікон. Цей процес був розроблений Бюро гравіювання та друку США для виробництва довгих накладів податкових марок й ощадних облігацій (за іншими даними, офсетний друк без зволоження на схилі років винайшов К. Герман), а машини для офсетного друку без зволоження постачають японські компанії Toray Industries і Sakurai, німецька КВА.
Але офсетний друк без зволоження дорожчий і складніший, ніж його традиційний аналог, з огляду на специфічність обладнання та фарб, які при цьому не відрізняються різноманітністю.

## Переваги офсетного друку
- Найвища якість відтворення оригіналу

В порівнянні з усіма іншими видами друку офсетний відрізняється надзвичайною якістю та яскравістю. При друкуванні можуть бути використані не лише основні кольори (CMYK), але й додаткова палітра (pantone), а також лакування.
- Універсальність при виборі матеріалів

Друкованою основою може бути не лише папір та картон, але й пластик, вініл, бляха тощо.
- Великі наклади у стислі терміни

При випуску великого тиражу продукції технологія офсету дає змогу видрукувати замовлення швидше, ніж інші види друку. Повнокольорові брошури, буклети, стікери, запрошення, календарі, плакати, етикетки, а також просто великі наклади — все це зона офсетного друку.
- Великі наклади за мінімальними цінами

Обладнання для офсетного друку розраховано на певну кількість матеріалів. Відповідно, при збільшенні обсягу друку до певного рівня ціна на одну копію буде зменшуватися. Тому чим вищий наклад, тим вигіднішим стає друк.
- Можливість друкувати збірні наклади

Останнім часом поширився й такий напрямок застосування офсетного друку як виготовлення збірних накладів, коли в рамках одного спуску (що відповідає друкарському відбитку) розміщуються декілька різних замовлень, але при цьому з однаковим накладом. Це дає змогу здешевити виробництво друкованої продукції (здебільшого акцидентної — флаєри, візитки, листівки) для кінцевого замовника.